# آق‌توغای (قراغندی)
آق‌توغای (به قزاقی: Aktogay) یک منطقهٔ مسکونی در قزاقستان است که در شهرستان اکتوگای، استان کاراگوی واقع شده‌است. آق‌توغای ۲٬۷۷۰ نفر جمعیت دارد.